# Erik Norman Svendsen

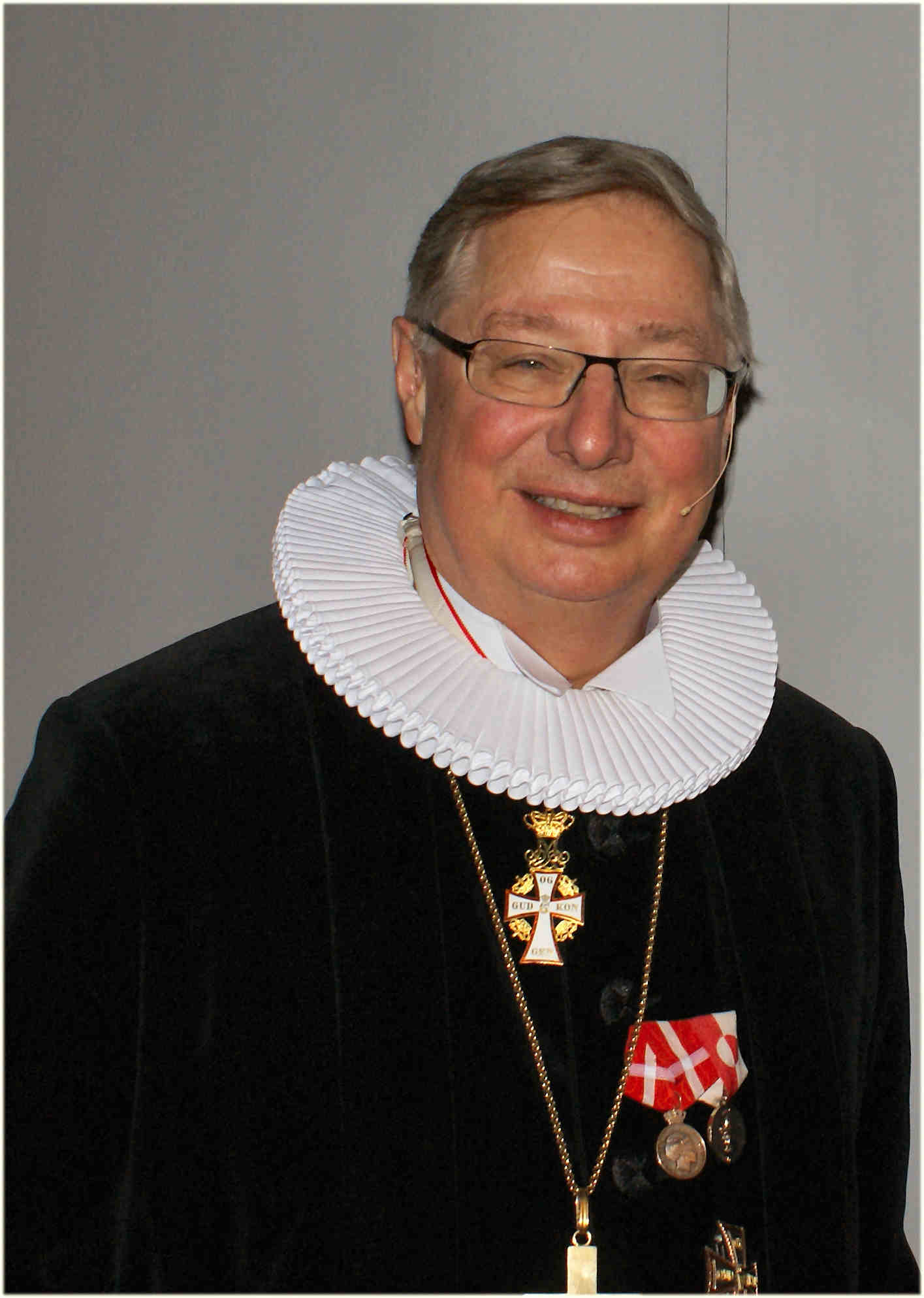
Bischof Erik Norman Svendsen

Erik Norman Svendsen (* 27. Januar 1941 in Kopenhagen) ist ein dänischer Geistlicher. Von 1992 bis August 2009 war er Bischof des Bistums Kopenhagen. Damit nahm er in der evangelisch-lutherischen Volkskirche Dänemarks eine leitende Rolle als primus inter pares (erster unter gleichen) zu den anderen dänischen Bischöfen ein. Von 2008 bis zum 31. März 2018 war er zudem Konfessionarius (Beichtvater) des dänischen Königshauses.

## Werdegang
Erik Norman Svendsen studierte nach seinem Abitur im Jahr 1960 an der Universität Kopenhagen Theologie. 1968 schloss er sein Studium als cand.theol. ab. Nach seinem Vikariat unterrichtete er Religion und war Pastor der Gemeinde in Brønshøj im Süden Kopenhagens. 1973 wechselte er als leitender Pfarrer zur Kirchengemeinde in Skovlunde. In den Jahren 1980 bis 1986 leitete er als Generalsekretär die Organisation für ehrenamtliche Mitarbeit in der Volkskirche, Kirkefondet. 1986 wählte man ihn zum Propst der København Søndre Provsti, 1992 als Propst der Amagerland Provsti und im gleichen Jahr zum Bischof von Kopenhagen.
Im Mai 2004 traute er Kronprinz Frederik und Mary Donaldson im Kopenhagener Dom, er taufte auch deren Kinder. Am 3. August 2004 wurde er mit dem Nersornaat in Silber ausgezeichnet. Im Jahr 2006 erhielt Svendsen den Dannebrog-Orden als Kommandeur ersten Grades von der dänischen Königin. Seit 2008 ist er ihr persönlicher Seelsorger als königlicher Konfessionarius. Am 20. Februar 2018 leitete er die Bestattungsfeier für den verstorbenen Prinz Henrik von Dänemark. 
Am 9. Oktober 2008 kündigte Svendsen an, das Bischofsamt im August 2009, also zwei Jahre vor Erreichen der Altersgrenze für Bischöfe, abzugeben. Sein Nachfolger wurde Peter Skov-Jakobsen. Bis zum Eintreten in den Ruhestand übernahm er die Stellung eines Hilfspfarrers in der Kopenhagener Garnisonskirche.